# Pumpuang Duangjan
 (mai 2019).
Si vous disposez d'ouvrages ou d'articles de référence ou si vous connaissez des sites web de qualité traitant du thème abordé ici, merci de compléter l'article en donnant les références utiles à sa vérifiabilité et en les liant à la section « Notes et références ».
Pumpuang Duangjan (thaï : พุ่มพวง ดวงจันทร์ / Ranpueng Chit-harn), née le 4 août 1961 à Amphoe Song Pheenong, dans la province de Suphanburi, et décédée à 30 ans à Phitsanulok le 13 juin 1992, est une célèbre chanteuse de Luk thung et de pop thaïlandaise,.
Elle est aussi actrice dans quelques films.
La musique de la province de Suphanburi dont celle de Pumpuang Duangjan sera peut-être reconnue et classée par l'Unesco en 2021.

## Biographie
Pumpuang Duangjan vient d'une famille nombreuse de paysans très pauvres. Son niveau d'éducation est très faible (cycle primaire). Elle sort de l'école sans savoir lire et écrire, mais sa voix est extraordinaire. En 1975, alors âgée de 14 ans, elle va à Bangkok dans l'espoir de devenir chanteuse. Elle commence par apprendre à danser mais très vite on remarque ses fantastiques talents de chanteuse. Elle devient populaire, comme les autres vedettes de ce genre musical (Sayan Sanya, Suraphol Sombatcharoen, Chai Muengsingh, Chaiya Mitchai, Monkhaen Kaenkoon, Tai Orathai, Jintara Poonlarp et Kratae R-Siam), en faisant la tournée des foires de temple dans la province de Suphanburi, berceau de cette musique. Elle évoque bien sûr dans ses chansons avec humour et cynisme les épreuves et le mépris dont sont victimes les ruraux qui vont travailler à la ville (Bangkok) et la nostalgie de son pays natal, de ses amis qu'elle ne voit plus. Elle devient très vite "la reine du luk thung".
Elle a contracté et est morte à 30 ans de la LED (lupus érythémateux disséminé), le 13 juin 1992, abandonnée de son mari, un play-boy. Elle n'a pas pu se soigner à temps car ses sponsors ne l'avaient pas rémunérés pour son travail.
Sa toute dernière apparition avant sa mort pourrait être le 7 juillet 1991, où elle était la toute première à passer à un second concert qui réunissait toutes les vedettes du luk-thung (le premier étant été fait en 1990). Elle a pu chanter deux chansons devant la princesse Sirindhorn : ส้มตำ (Som-Tam), une musique écrite par la princesse Sirindhorn et สยามเมืองยิ้ม (Siam Mueang Yim), extraite de son album ห่างหน่อยถอยนิด (Harng Noy Toy Nit) de 1986.
À ses funérailles, 100 000 à 200 000 personnes, dont plusieurs membres de la famille royale s'étaient rassemblés à Suphanburi. Les paroles d'une de ses premières chansons étaient pleine de lucidité et prémonitoires : "Tu penses que tu peux me berner parce que je suis une gourde de la campagne...Tu es un garçon de la ville. Tu veux seulement ma jeunesse, tu vas me laisser tomber pour une fille de la ville."
Sa célébrité est telle que deux films relatant sa vie ont été tournés : le pas très réussi บันทึกรักพุ่มพวง (1992) et l'excellent พุ่มพวง / The Moon du réalisateur Bandit Thongdee avec l'actrice Paowalee Pornpimol dans le rôle de Pumpuang Duangjan (2011).
Ses tubes s'entendent encore de nos jours dans les karaokés des bords de routes et les concerts des pagodes.

## Discographie

### Albums
- 1976 : แก้วรอพี่ (Kaew Roe Phee)
- 1977 : นักร้องบ้านนอก (Nak Rong Ban Nok) (Chanteur de la campagne / Countryside Singer)
- 1979 : สาวเพชรบุรี (Sao Petchburi)
- 1982 : สาวนาสั่งแฟน (Sao Na Sang Fan)
- 1985 : อื้อฮือหล่อจัง (Uh Huh Lor Jang)
- 1986 : ตั๊กแตนผูกโบว์ (Takkataen Phook Bow)

## Filmographie

### Films
- 1983 - Songkram Pleng (สงครามเพลง)
- 1984 - Nuk Rong Nuk Leng (นักร้องนักเลง) avec Sayan Sanya
- 1984 - รอยไม้เรียว
- 1984 – Chee (ชี)
- 1984 – Nang Sao Ka Thi Sod (นางสาวกะทิสด)
- 1984 – Khoe Thot Tee Thee Rak (ขอโทษที ที่รัก)
- 1984 – Jong Ang Pangad (จงอางผงาด)
- 1985 – Thee Rak Ter Yoo Nai (ที่รัก เธออยู่ไหน)
- 1986 – Mue Puen Khon Mai (มือปืนคนใหม่)
- 1987 – Sanae Nak Rong (เสน่ห์นักร้อง)
- 1987 – Chaloey Rak (เชลยรัก)
- 1987 – Pleng Rak Phleng Puen (เพลงรัก เพลงปืน)
- 1988 – Phet Payak Rat (เพชรพยัคฆราช) avec Sombat Metanee et Sorapong Chatree
- 1989 - เลือดแค้น เล็ก นกใน avec Saropong Chatree

## Distinctions
- Commandeur de Ordre de l'Éléphant blanc (Thaïlande, 1991)